# Een en ander naar aanleiding van Bosscha's Pruisen en Nederland
Een en ander naar aanleiding van Bosscha's Pruisen en Nederland van Eduard Douwes Dekker, beter bekend onder het pseudoniem Multatuli, uit 1867 is een antwoord op Pruisen en Nederland, een vlugschrift van de oud-minister Johannes Bosscha sr. uit 1866 tot bemoediging van zijn landgenoten. Het antwoord van Multatuli hierop: "de wapenoefeningen, door Bosscha aanbevolen, zijn 't voornaamste niet; wij moeten ons ontdoen van het binnenlands bederf."
Dekker kreeg de brochure van prof. J. Bosscha toegestuurd door Conrad Busken Huet. Dekker verbleef de eerste helft van januari 1867 in Keulen en Koblenz, en schreef direct na ontvangst van zijn weerwoord.